# Spidroin 2
Spidroin 2 ist ein Faserprotein der Seide der Spinne Nephila clavipes. Es ist mit Fibroin aus der Seidenraupe verwandt.

## Eigenschaften
Spidroin 2 kommt in allen Typen der Spinnenfasern vor. Der große mittlere Teil der Aminosäuresequenz besteht teilweise aus Wiederholungen. Spidroin 2 besitzt das charakteristische Sequenzmotiv Glycin-Glycin-Tyrosin, wie auch Spidroin 1, darüber hinaus auch die Motive Glycin-Phenylalanin (GP) und Glutamin-Glutamin (QQ). Spidroin 2 ist phosphoryliert.